# Gary Summers
Gary Summers är en amerikansk ljudmixare som för filmerna Terminator 2 - Domedagen (1991), Jurassic Park (1993), Titanic och Rädda menige Ryan (1998) belönades med fyra Oscar i kategorin bästa ljud. Han samarbetade med ljudmixaren Gary Rydstrom i arbetet med dessa filmer. Tidigare har Summers oscarnominerats vid tre tillfällen, för Jedins återkomst (1983), Indiana Jones och det sista korståget (1989) och Eldstorm (1991).

## Oscar
1. Jedins återkomst (1983)
2. Indiana Jones och det sista korståget (1989)
3. Eldstorm (1991)
4. Terminator 2 - Domedagen (1991) (Vann)
5. Jurassic Park (1993) (Vann)
6. Titanic (1997) (Vann)
7. Rädda menige Ryan (1998) (Vann)
8. Avatar (2009)